# Lo sciacallo (film 1963)
Lo sciacallo (L'Aîné des Ferchaux) è un film del 1963 diretto da Jean-Pierre Melville.
Film noir tratto da un romanzo di Georges Simenon; è la terza e ultima collaborazione del regista con Jean-Paul Belmondo, dopo Léon Morin, prete e Lo spione. Nel 2001 l'attore ne farà una nuova versione televisiva per la regia di Bernard Stora, questa volta nel ruolo di Ferchaux.

## Trama
Fuga all'estero di un banchiere parigino nei guai con la giustizia e del suo segretario (ex-pugile), che cerca di derubarlo. La vicenda si svolge da quando i due si conoscono, a seguito di un annuncio, al loro viaggio verso New York e New Orleans.

## Produzione
La preparazione del film ha una lunga storia. All'inizio si era pensato  ad Alain Delon che aveva suggerito Michel Simon per il ruolo di Ferchaux (la regia doveva essere di Jean Valère), ma poi l'attore preferì girare L'eclisse e la produzione si rivolse a Belmondo che impose Melville (al suo primo film a colori). Per il personaggio di Ferchaux, ispirato a Howard Hughes, il regista voleva Spencer Tracy, ma era malato. Pare che durante le riprese trattasse talmente male Charles Vanel che Belmondo, in sua difesa, diede un ceffone al regista.

## Distribuzione

### Edizioni home video
Il film è stato distribuito in DVD da A & R Productions nel 2013.